# Asactopholis gracilipes
Asactopholis gracilipes är en skalbaggsart som beskrevs av Sharp 1876. Asactopholis gracilipes ingår i släktet Asactopholis och familjen Melolonthidae. Inga underarter finns listade.